# Пољопривредна и медицинска школа (Бијељина)
Пољопривредна и медицинска школа је средњошколска установа у Бијељини која представља једну од најважнијих институција у области образовања регије. Школа је основана 1950. и образовала је ученике за занимање пољопривредне струке, а од 1992. и за занимање медицинске струке.
Школа посједује пољопрвиредну економију на којој ученици пољопрвиредне струке изводе практичну наставу. У склопу практичне наставе се налазе сточарска и ратарска производња, као и машински парк.
До 2007. у саставу школе се налазио и ђачки дом који је законском регулативом постао засебна установа. Дом има око 180 лежајева у трокреветним и двокреветним собама. Дио дома се користи и за смјештај студената.